# مايك باركر (صحفي)
مايك باركر (بالإنجليزية: Mike Parker)‏ هو صحفي أمريكي، ولد في 27 سبتمبر 1943 في روك أيلاند في الولايات المتحدة، وتوفي في 4 نوفمبر 2018 في مستشفى نورث وسترن التذكاري ‏ في الولايات المتحدة بسبب قصور القلب.